# NGC 5867
NGC 5867 ist eine kompakte Galaxie vom Hubble-Typ C im Sternbild Drache. 
Sie wurde am 25. April 1851 von Bindon Stoney, einem Assistenten von William Parsons, entdeckt.